# Ailt an Chorráin
Ailt an Chorráin ist eine kleine Hafenstadt im County Donegal im dortigen Gaeltacht. Daher ist dies auch der einzige offizielle Name. Der englische Name ist Burtonport. Sie hatte bei der Volkszählung 2022 311 Einwohner.
Die Gegend im äußersten Nordwesten der Republik Irland ist als The Rosses bekannt. Nächste größere Ortschaft ist  An Clochán Liath (Dungloe).
Von  Ailt an Chorráin gibt es Fähren auf die nahegelegene, bewohnte Insel Árainn Mhór (Arranmore).
Hauptarbeitgeber in der Stadt sind die Fischereibetriebe “Burtonport Fishermen’s Co-op” und “Bord Iascaigh Mhara”. Zwischen 1903 und 1940 war Burtonport an ein regionales Eisenbahnnetz angeschlossen.
Ailt an Chorráin ist der Geburtsort des langjährigen Torhüters der irischen Fußballnationalmannschaft, Pat Bonner.